# Cabeço do Silvado
O Cabeço do Silvado é uma elevação portuguesa de origem vulcânica localizada no concelho da Madalena, ilha do Pico, arquipélago dos Açores.
Este acidente geológico tem o seu ponto mais elevado a 798 metros de altitude acima do nível do mar.
Próximo deste acidente geográfico encontra-se o Cabeço Redondo, o Pico do Landroal e o Cabeço do Mistério.